# Apache Junction (film, 2021)
Pour plus de détails, voir Fiche technique et Distribution.
Apache Junction est un western thaïlando-américain sorti en 2021, réalisé par Justin Lee.

## Synopsis
La journaliste Annabelle Angel arrive à Apache Junction pour faire une enquête sur cette ville réputée malfamée. Elle croise la route d'un tueur, Jericho Ford, qui lui vient en aide en tuant trois soldats qui voulaient la violer, dont le fils du capitaine Hensley qui dirige le fort à la sortie de la ville. Celui-ci apprenant la nouvelle, met la tête de Jericho Ford à prix. Oslo Pike un tueur réputé plus rapide que Jericho Ford, propose ses services. S'ensuit un duel final qui voit la mort d'Oslo Pike.

## Fiche technique
- Réalisation : Justin Lee
- Scénario : Justin Lee
- Production : Trace Adkins, Rich Carlo, Daemon Hillin, Justin Lee pour Origo Financial Services, Film Bridge International, TB Films, Benetone Films, Hillin Entertainment
- Musique : Christopher Cano, Eduardo Olguin
- Photographie : Logan Fulton
- Montage : Eamon Long
- Durée : 94 min
- Pays de production :  États-Unis,  Thaïlande
- Langue originale : anglais américain
- Date de sortie : 
  - États-Unis : 24 septembre 2021[2],[3],[4],[5]
  - France : 14 septembre 2022 (vod, direct to DVD)[2]

## Distribution
- Scout Taylor-Compton : Annabelle Angel
- Stuart Townsend : Jericho Ford
- Ricky Lee : Wasco
- Ed Morrone : Oslo Pike
- Danielle Gross : Mary Primm
- Trace Adkins : Capitaine Hensley
- Phil Burke : Boone Higgins
- Edward Finlay : Ebb Foliet
- Thomas Jane : Al Longfellow
- Victoria Pratt : Christine Williams
- Nicholas Ryan : soldat Hensley
- Mike Hagerty : George Hearst
- Dave T. Koenig : Buck Hansford
- Josh Folan : soldat Stuckey
- Dom Poniac : Gorn Hollow
- Lorena Sarria : Maria Quintana
- Carey White : Eleanor Brumsfield
- John Ellis : Reagan Beasley

## Lieux de tournage
- Santa Fe, Nouveau-Mexique[6]

## Réception
Joe Leydon présente le film positivement dans Variety : 
« Stuart Townsend and Scout Taylor-Compton are well-cast as archetypical Western characters while Trace Adkins again demonstrates commanding on-screen presence »
« Stuart Townsend et Scout Taylor-Compton sont bien choisis pour incarner des personnages archétypiques du western, tandis que Trace Adkins démontre une fois de plus une présence imposante à l'écran. »
Sur Cinema scholars, on parle d'une ambiance bien rendue, avec le style lent auquel semble se plaire le réalisateur :
« Lee’s keen capture of the late-1800s vernacular helps boost the authenticity. (...) While Apache Junction’s low budget occasionally shows through and there are some slower moment, the overall effort is solid. Many scenes unfold more like a stage play with long takes of dialogue and few cutaways. Although modern sensibilities may not appreciate Lee’s lingering tempo, the technique no doubt lends itself to a more metered and contemplative storytelling style. »
— cinemascholars.com
        
« La capture précise par Lee du parler de la fin des années 1800 contribue à renforcer l'authenticité. (...) Bien que le budget modeste d'Apache Junction transparaisse parfois et que l'on y trouve des moments plus lents, l'ensemble est solide. De nombreuses scènes se déroulent davantage comme une pièce de théâtre, avec de longs plans de dialogue et peu de plans de coupe. Même si le rythme soutenu de Lee pourrait ne pas plaire aux sensibilités modernes, cette technique se prête sans aucun doute à un style narratif plus mesuré et contemplatif. »